# The Lox
The Lox (стилізовано як The LOX, The L.O.X. або L.O.X. ) — американський хіп-хоп гурт з Йонкерса, Нью-Йорк, заснований в 1994 році. Складається з реперів зі східного узбережжя Jadakiss, Styles P та Sheek Louch. Спочатку вони підписали контракт із лейблом Bad Boy Records Паффа Дедді у 1996 році, а потім приєдналися до Ruff Ryders у 1999 році, і відтоді заснували власний лейбл D-Block.

## історія

### Створення та початок кар'єри (1994–1996)
Джейсон «Jadakiss» Філліпс, Девід «Styles P» Стайлз і Шон «Sheek Louch» Джейкобс розпочали свою музичну кар’єру в рідному місті Йонкерс, Нью-Йорк. Будучи учнями середньої школи, вони створили групу під назвою Bomb Squad і почали виступати на місцевих шоу та створювати власні демо. У 1994 році вони з'явилися на треку «Set It Off» групи Main Source з альбому Fuck What You Think. У той час як на місцевій реп-сцені домінували такі виконавці, як Raw Rome, Lord Devon і молодий DMX, група почала привертати увагу своїм ліричним стилем і здатністю розповідати історії про міське життя. Згодом група змінила назву на Warlox і продовжила розвивати фанатську базу, з’являючись на підпільних мікстейпах. У якийсь момент тріо об’єдналося з Jaz-O, і він записав демо-запис. Однією з їхніх прихильниць була «Королева хіп-хоп соулу», уродженка Йонкерса Мері Джей Блайдж. Після придбання демо-запису, зробленого групою з Jaz-O, Блайдж передала його генеральному директору Bad Boy Шону «Паффі» Комбсу, який підписав з ними угоду. За вказівкою Комбса Warlox пізніше змінили свою назву на L.O.X. Після підписання контракту з Bad Boy Lox почали отримувати більше галасу завдяки силі свого першого синглу «Well, Well, Well» за участю Kasino, який з'явився на мікстейпі DJ Clue 1996 року Show Me the Money.

### Основний успіх (1997–2000)
The Lox отримали популярність у 1997 році завдяки співпраці над синглом Паффі «It's All About the Benjamins», невдовзі після отримання додаткової популярності з їх мультиплатиновим триб’ютом The Notorious B.I.G. «We’ll Always love Big Poppa». Пізніше тріо з’явилося у багатьох хітах, зокрема в пісні репера Mase «24 Hrs. to Live», «Honey» Мерайї Кері та «Jenny from the Block» Дженніфер Лопес. Дебютний альбом групи Money, Power &amp; Respect став платиновим.
Влітку 1999 року тріо не справдило очікувань директорів Bad Boy, і група захотіла розірвати контракт, щоб приєднатися до Ruff Ryders. Ruff Ryders завжди були менеджерами The Lox, і група відчувала, що новий лейбл міг би краще відобразити хардкорні почуття, які вони виражали у своїх римах. Bad Boy був відомий своїми танцювальними хітами для радіо та дорогими відео, тоді як Lox швидко зарекомендували себе як хардкорні реп-виконавці. Ідентичності зіткнулися — «Нам просто потрібно було мати більш грубий ярлик», — сказав Шік Луч. «Складніша етикетка, яка відповідає нашому іміджу». 
Локс спробував усі доступні законні маневри, щоб звільнитися від контракту з Bad Boy. Проте адвокати та селекторна нарада не спрацювали. На реп-концерті в Нью-Йорку тріо носило футболки з написом «Let The LOX Go» і викликало масовий рух до «Free The Lox». Тиск у результаті кампанії зрештою змусив Bad Boy і Puff Daddy звільнити тріо від їхнього контракту. «Зробивши це, ми дійсно змінили гру», — каже Стайлз щодо договірної драми. «Це може зайняти роки, але це зроблять інші люди. Ми зробили так, щоб їм не довелося боятися говорити». У 2000 році гурт повертається зі своїм новим успішним альбомом We Are the Streets, який дебютував на 5-му рядку в чарті Billboard 200.

### Перерва та відродження (2001–2020)
Протягом наступних років група розглядала можливість підписання контракту з іншими лейблами як колектив. Весь час роботи над музикою кожен учасник продовжував стабільно записуватись, випускаючи різноманітні сольні студійні альбоми.
Спільний альбом Wu-Tang Clan був випущений у 2012 році під назвою Wu Block, об’єднавши в одному альбомі дві історичні групи. Кінцевий результат був названий спільним альбомом учасників Sheek Louch і Ghostface Killah з клану Wu-Tang. У червні 2013 року Джадакісс розповів журналу XXL, що кілька лейблів, зокрема Bad Boy і Maybach Music Group, зробили пропозиції щодо випуску наступного альбому Lox.
18 грудня 2013 року група випустила несподіваний EP під назвою The Trinity на iTunes. EP дебютував під номером 141 у американському чарті Billboard 200, продавши 8400 копій за перший тиждень. 24 лютого 2014 року Lox оголосили про всесвітній концертний тур, названий на честь їх міні-альбому The Trinity.
1 березня 2014 року Lox продовжили випуск нової музики піснею під назвою «New York», прем’єру якої виконав Funkmaster Flex. 16 березня 2014 року The Lox випустили кліп на пісню «Faded» з міні-альбому Trinity. 24 березня 2014 року вийшов кліп на пісню «New York».
Filthy America... It's Beautiful був їхнім третім студійним альбомом і першим за 16 років. Альбом був випущений 16 грудня 2016 року через D-Block Records і Roc Nation.
У 2020 році вони випустили пісню «Loyalty & Love», яка згодом увійшла до їх четвертого студійного альбому Living Off Xperience, випущеного 28 серпня 2020 року.

### VerzuzізThe Diplomatsі наслідки (2021–дотепер)
3 серпня 2021 року Lox брали участь у битві з гарлемською реп-групою The Diplomats (DipSet) через Verzuz (організаторами якого є Swizz Beatz та Timbaland) у Hulu Theatre у Madison Square Garden, і багато хто вважав, що перемогли Diplomats рішуче завдяки професіоналізму та підготовленості. як основні фактори. Серед моментів у битві Джадакісс критикував Diplomats за виконання треків під плюс, перш ніж виконати свій фрістайл над піснею The Notorious B.I.G. «Who Shot Ya?», випущений на їх мікстейпі 2010 року The Champ Is Here, Pt. 3. Джадакісс відповів на зауваження Кем’рона перед виконанням «Welcome to New York City», що у Lox немає нью-йоркського рекорду, який міг би його побити, на що Джадакісс відповів своїм куплетом у «New York» Джа Рула, де також був присутній Fat Joe (Джадакісс також виконала куплет, коли Fat Joe та Джа Рул зустрічалися один з одним у наступному Verzuz на тому самому місці).
Після їхньої перемоги стрімінг музики The Lox зріс на 215%. Того ж місяця група була представлена на «Jesus Lord pt 2», останньому треку 10-го альбому Каньє Веста «Donda», і отримала ключ від міста Йонкерс. Трохи більше ніж через рік після битви, коли вони виступали на фестивалі LL Cool J Rock The Bells на стадіоні Forest Hills у Квінсі, Jadakiss подарував Styles P і Sheek Louch чемпіонські персні Lox і представив свій.

## Дискографія
Студійні альбоми
- Money, Power & Respect (1998)
- We Are the Streets (2000)
- Filthy America... It's Beautiful (2016)
- Living Off Xperience (2020)

## Зовнішні посилання
- Офіційний веб-сайт
- The Lox на Myspace